# Karol Fila
Karol Fila (Gdańsk, 13 de junio de 1998) es un futbolista polaco que juega de defensa en el Wieczysta Kraków de la I Liga de Polonia.

## Trayectoria
Fila comenzó su carrera en 2014 en el Lechia Gdańsk II, dando el salto al primer equipo del Lechia en 2017, siendo cedido en la temporada 2017-18 al Chojniczanka Chojnice.

### Estrasburgo
En 2021 dejó el Lechia Gdańsk para jugar en el R. C. Estrasburgo de la Ligue 1 francesa.

## Clubes
| Club                           | País    | Año       |
| ------------------------------ | ------- | --------- |
| Lechia Gdańsk II               | Polonia | 2014-2016 |
| Lechia Gdańsk                  | Polonia | 2017-2021 |
| Chojniczanka Chojnice (cedido) | Polonia | 2017-2018 |
| R. C. Estrasburgo              | Francia | 2021-2024 |
| SV Zulte Waregem (cedido)      | Bélgica | 2023      |
| F. C. V. Dender E. H.          | Bélgica | 2024-2025 |
| Wieczysta Kraków               | Polonia | 2025-     |

## Palmarés

### Títulos nacionales
| Título               | Club          | País    | Año  |
| -------------------- | ------------- | ------- | ---- |
| Copa de Polonia      | Lechia Gdańsk | Polonia | 2019 |
| Supercopa de Polonia | Lechia Gdańsk | Polonia | 2019 |